# Merindad de Arratia
La merindad de Uribe fue una división administrativa del señorío de Vizcaya.

## Historia
La merindad incluía siete anteiglesias, a saber: Aránzazu, Castillo y Elejabeitia, Ceánuri, Ceberio, Dima, Ubidea y Yurre. Aparece descrita en el tercer volumen del Diccionario geográfico-estadístico-histórico de España y sus posesiones de Ultramar de Pascual Madoz con las siguientes palabras:

ARRATIA: merind. en la prov. de Vizcaya, dióc. de Calahorra y part. jud. de Durango, compuesta de las anteigl. de Aranzazu, Castillo y Elexavestia, Ceanuri, Ceberio, Dima, Olavarrieta, Ubidea y Yurre: se regia por el sistema foral, que ha sufrido algunas alteraciones (V. Vizcaya). Su térm. confinaba por N. con las merind. de Zornoza, Bedia y Uribe; por E. Durango y Bernagoitia; al S. valle de Orozco, prov. de Alava, v. de Ochandiano y merind. de Durango; y por O. con la referida merind. de Uribe, v. de Miraválles, y el mismo valle de Orozco.
(Madoz, 1846, p. 10)